# Eutaxia
Eutaxia là một genus trong họ Fabaceae, gồm các loài bản địa của Úc.

## Hình ảnh

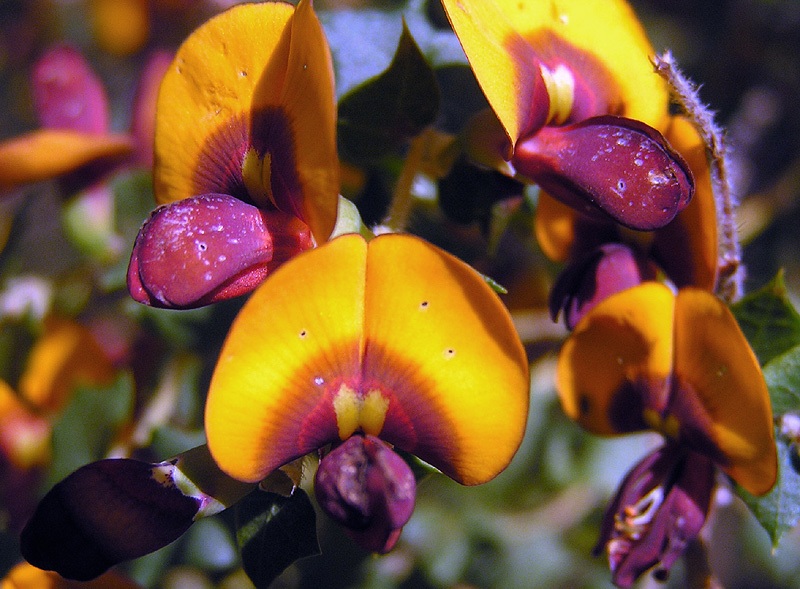